# Claudio Ametlla
Claudio Ametlla y Coll (Sarral, 1883-Barcelona, 1968) fue un periodista y político español. Gobernador civil de las provincias de Gerona y Barcelona durante la Segunda República.

## Biografía
Nació en Sarral en 1883. Ametlla, que era autodidacta, llegó a estudiar comercio en Barcelona. Miembro inicial del Centre Nacionalista Republicà, con posterioridad se pasaría a las filas de la Unión Federal Nacionalista Republicana (UFNR). 
Desde edad temprana se dedicó al periodismo. Fue redactor de El Poble Català, órgano destacado del nacionalismo catalán. Miembro del sector más catalanista, en 1914 abandonaría el diario junto a otros redactadores como consecuencia del Pacto de Sant Gervasi. Ello también le llevó a abandonar las filas de la UFNR, impulsora del acuerdo con los lerrouxistas.
Durante la Primera Guerra Mundial fue director del semanario Iberia (1915-1918), publicación al servicio de la causa de los aliados. También colaboró frecuentemente con el diario barcelonés El Diluvio. 
Figura destacada del partido Acció Catalana Republicana, tras la proclamación de la Segunda República llegó a ejercer como gobernador civil de las provincias Gerona (1931-1932) y de Barcelona (1933). En las elecciones de febrero de 1936 resultó elegido diputado a Cortes por Acció Catalana en las listas del Front d'Esquerres. 
En el ámbito periodístico, durante esta época dirigió el diario lerrouxista Renovación —entre 1934 y 1936—. A finales de 1935 obtuvo de la agencia de noticias Fabra la explotación de todos sus negocios en Barcelona.
Tras la guerra, se instaló en Perpiñán donde fue uno de los fundadores y redactores de la revista Quaderns polítics, econòmics i socials (1945-1947). En 1948 volvió a Barcelona. Es autor de Memòries polítiques y de Catalunya, paradís perdut (1984).
En 1951 o en 1958 fundó en la cladestinidad el Consell de Forces Democrátiques integrado por Esquerra Republicana de Cataluña, Acció Catalana Republicana, Unió Democràtica de Catalunya, Moviment Socialista de Catalunya y Front Nacional de Catalunya, y del que estuvo excluido el PSUC. Según Jaume Claret y Manuel Santirso, el también llamado Comité Ametlla constituyó «el eslabón imprescindible entre el viejo y el nuevo antifranquismo, un espacio de aprendizaje y conocimiento mutuo. Era el primer paso antes de superar la fractura con otras fuerzas clandestinas como los comunistas, o de extender la mano a los sectores disidentes dentro del propio régimen».
Falleció en Barcelona en 1968.